# Onychiuridae
Onychiuridae è una famiglia di collemboli

## Descrizione
Sono lunghi da 2 a 9 mm. Molti membri di questa famiglia hanno un aspetto snello, di colore chiaro o bianco. Alcune specie hanno una colorazione blu-grigiastra o leggermente rossa. La maggioranza degli onichiuridi è priva di occhi. Non hanno la furcula, sebbene alcune specie ne portino tracce vestigiali. Il corpo ha alcuni punti della cuticola sottile, o pori, su molti dei segmenti, attraverso i quali è secreto un liquido irritante per allontanare i predatori.

## Biologia
Le uova sono deposte nel suolo, nella lettiera, nel legno in decomposizione e nei funghi. I giovani somigliano a piccoli adulti e le mute continuano dopo il raggiungimento della maturità sessuale. 

## Distribuzione e habitat
Cosmopoliti. In foreste, pascoli, grotte, aree alpine e perfino nell'Artico. Nel suolo, nella lettiera, nel legno marcescente e nei corpi fruttiferi dei funghi.

## Tassonomia
La famiglia comprende i seguenti generi:
- Lophognathellinae Stach, 1954
  - Lophognathella Börner, 1908
  - Ussuriaphorura Martynova, 1979
- Onychiurinae Börner, 1901
  - Cribrochiurini Weiner, 1996
    - Cribrochiurus Weiner, 1996

  - Hymenaphorurini Pomorski, 1996
    - Arneria Pomorski, 2000
    - Dinochiurus Pomorski & Steinmann, 2004
    - Heteraphorura Bagnall, 1948
    - Hymenaphorura Bagnall, 1948
    - Kalaphorura Absolon, 1901
    - Kennethia Smolis & Skarzynski, 2013
    - Paronychiurus Bagnall, 1948
    - Probolaphorura Dunger, 1977
    - Protaphorurodes Bagnall, 1949
    - Psyllaphorura Bagnall, 1948
    - Reducturus Pomorski & Steinmann, 2004
    - Sacaphorura Pomorski & Steinmann, 2004
    - Vexaphorura Pomorski & Steinmann, 2004
    - Wandaphorura Pomorski, 2007

  - Oligaphorurini Bagnall, 1949
    - Chribellphorura Weiner, 1996
    - Oligaphorura Bagnall, 1949
    - Troglaphorura Vargovitsh, 2019

  - Onychiurini Börner, 1901
    - Absolonia Börner, 1901
    - Argonychiurus Bagnall, 1949
    - Bionychiurus Pomorski, 1996
    - Deharvengiurus Weiner, 1996
    - Deuteraphorura Absolon, 1901
    - Formosanonychiurus Weiner, 1986
    - Leeonychiurus Sun & Arbea, 2014
    - Ongulonychiurus Thibaud & Massoud, 1986
    - Onychiuroides Bagnall, 1948
    - Onychiurus Gervais, 1841
    - Orthonychiurus Stach, 1954
    - Pilonychiurus Pomorski, 2007
    - Similonychiurus Pomorski, 2007
    - Uralaphorura Martynova, 1978
    - Vibronychiurus Pomorski, 1998

  - Protaphorurini Bagnall, 1949
    - Jacekaphorura Pomorski & Babenko, 2010
    - Megaphorura Fjellberg, 1998
    - Protaphorura Absolon, 1901
    - Spelaphorura Bagnall, 1948
    - Supraphorura Stach, 1954
    - Yoshiiphorura Jordana & Martínez, 2004

  - Thalassaphorurini Pomorski, 1998
    - Agraphorura Pomorski, 1998
    - Allonychiurus Yoshii, 1995
    - Detriturus Pomorski, 1998
    - Micronychiurus Bagnall, 1949
    - Sensillonychiurus Pomorski & Sveenkova, 2006
    - Spinonychiurus Weiner, 1996
    - Thalassaphorura Bagnall, 1949

  - incertae sedis
    - Dungeraphorura Gulgenova & Potapov, 2012
- Tetrodontophorinae Stach, 1954
  - Anodontophorus Pomorski, 2007
  - Homaloproctus Börner, 1909
  - Tetrodontophora Reuter, 1882